# Gozewijn van Randerath
Gozewijn van Randerath was een Nederlands geestelijke. Hij werd in 1249 door de kapittels tot bisschop van Utrecht gekozen. Paus Innocentius IV benoemde echter Hendrik I van Vianden en Gozewijn trok zich vervolgens in 1250 terug. 
Door een vergissing van de middeleeuwse geschiedschrijver Johannes de Beka stond hij lange tijd bekend als Gozewijn van Amstel. Hij werd beschouwd als oom of neef van Gijsbrecht IV van Amstel, de medeplichtige aan de moord op Floris V. Onder deze naam treedt hij op in Vondels Gijsbrecht van Aemstel, een toneelstuk dat speelt in het jaar 1304.